# Clio andreae
Clio andreae är en snäckart som först beskrevs av Boas 1886.  Clio andreae ingår i släktet Clio och familjen Cavoliniidae. Inga underarter finns listade i Catalogue of Life.